# 陈寅 (政治人物)
陈寅（1962年9月—），男，汉族，江苏江宁人，中华人民共和国政治人物。同济大学建筑工程分校工民建专业毕业，华东师范大学区域经济研究生课程班暨澳门科技大学工商管理硕士学位。现任香港中旅（集团）有限公司董事长。

## 生平
1980年9月，陈寅进入同济大学建筑工程分校工民建专业学习，1984年7月毕业。1984年9月参加工作，任职于上海市自来水公司，此后长期在上海水务系统工作，官至上海市自来水公司副总经理（1994年12月任）。1986年5月加入中国共产党。1998年2月，任上海市公用事业管理局局长助理。2000年4月，任上海市水务局副局长。2003年8月，任上海市发展和改革委员会副主任（正局级）。
2006年9月，任中共徐汇区委副书记，10月任代区长（2007年2月当选区长）。2010年4月，任中共杨浦区委书记。2014年12月，任上海市人民政府副秘书长、上海自贸区管委会党组书记、常务副主任。2015年4月，任上海市人民政府副秘书长。2014年8月，任中共上海市委副秘书长。
2016年5月，任上海市人民政府副市长。2017年5月，任中共上海市委常委、政法委书记。2019年1月，被再次任命为上海市人民政府副市长。2019年3月，接替周波担任上海市人民政府常务副市长。2019年8月20日，兼任上海自贸区临港新片区管委会主任。2021年10月，任香港中旅（集团）有限公司董事长。